# Mohsen Andalib
Mohsen Andalib est un joueur iranien de volley-ball né en 1983 à Ispahan. Il mesure 1,98 m et joue spiker.

## Clubs
| Club              | Pays  |
| ----------------- | ----- |
| Zob Ahan Isfahan  | Iran  |
| Pas Tehran        | Iran  |
| Zob Ahan          | Iran  |
| Sanam Tehran      | Iran  |
| Gol Gohar Sirjan  | Iran  |
| Saipa Alborz      | Iran  |
| Al Zahra          | Liban |
| Kalleh Mazandaran | Iran  |
| Paykan Tehran     | Iran  |
| Matin Varamin     | Iran  |